# Drochon
Le Drochon est un petit fleuve côtier coulant à Houlgate, dans le département du Calvados, en région Normandie.

## Géographie
Il est connu pour traverser le golf d'Houlgate-Beuzeval sur 2 km. De 5,4 km de longueur, il prend source sur la commune de Gonneville-sur-Mer à 108 mètres d'altitude.
il coule globalement du sud-est vers le nord-ouest.
Il a son embouchure actuelle sur la commune d'Houlgate, à 0 mètre d'altitude.

### Communes et cantons traversés
Dans le seul département du Calvados, le Drochon traverse les deux seules communes de Gonneville-sur-Mer (source), et Houlgate (embouchure).
Soit en termes de cantons, le Drochon prend source et conflue dans le canton de Cabourg dans l'arrondissement de Lisieux.

### Bassin versant
Son bassin versant est de 40 km2. le Drochon traverse une seule zone hydrographique « Les bassins côtiers compris entre les bassins côtiers de la Touques (exclu) et l'embouchure de la Dives ».

### Organisme gestionnaire
L'organisme gestionnaire est le SMBD ou Syndicat Mixte du Bassin de la Dives, sis à Saint-Pierre-sur-Dives.

## Affluents
Le Drochon a un tronçon affluent référencé, le Cours d'eau 04 de la commune de Gonneville-sur-Mer (rg) 2 km avec deux affluents et de rang de Strahler deux.

### Rang de Strahler
Donc le Drochon est pour rang de Strahler trois.

## Hydrologie
Son régime hydrologique est dit pluvial océanique.

## Aménagements et écologie

### Histoire
Depuis le Moyen Âge, le Drochon sert d'approvisionnement en eau au village de pêcheurs de Beuzeval, grâce à trois moulins (dont un subsiste encore, le moulin Landry).
Dès les années 1860, il fait office de "frontière" entre le village de Beuzeval, qui peine à développer son tourisme, et la nouvelle station côtière de Houlgate-les-Bains, en pleine croissance. Malgré cela, l'ensemble forme une seule commune et Beuzeval reste le noyau administratif de la ville. D'ailleurs, le nom Houlgate n'est accolé au nom Beuzeval que depuis 1898 (officiellement), et il faudra encore attendre 7 ans pour que le mot Beuzeval soit effacé des cartes géographiques. Après cela, le Drochon est délaissé et le tourisme de Beuzeval se concentre sur les bains de Houlgate.

### Particularité

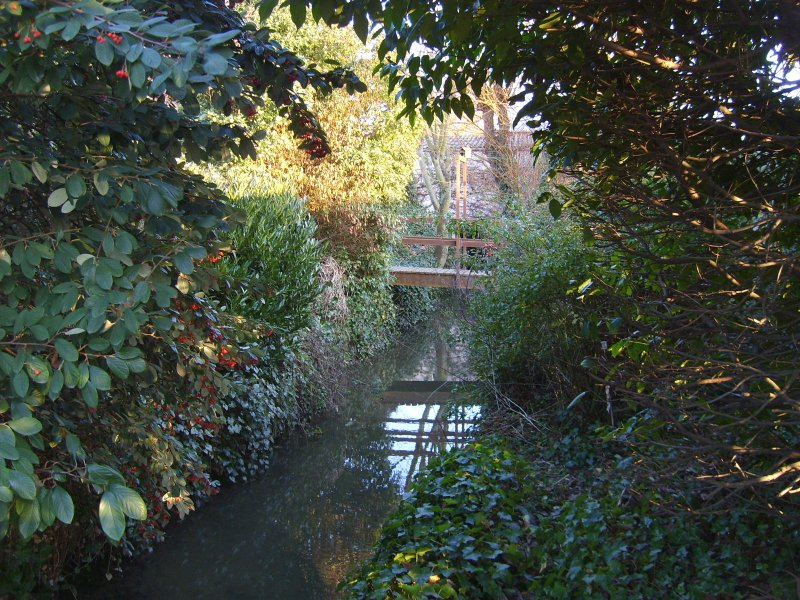
Le Drochon à Houlgate.

Alors que le Drochon se jetait toujours dans la Manche, ses petites crues incessantes ont poussé la ville à le dévier vers la Dives au XXe siècle. Pour éviter la confusion entre fleuve et rivière, les locaux qualifient le Drochon de "cours d'eau".

### Curiosités
- la cascade, à Houlgate.
- le lit asséché du Drochon sur la plage de Houlgate, près du poste de secours du temple.